# Стржедзиньский, Андрей Осипович
Андрей Осипович Стржедзиньский, также Адольф Осипович Стржедзинский (пол. Adolf Strzedziński; 1823—1882) — российский анатом, ветеринар и педагог; ординарный профессор анатомии в Казанском ветеринарном институте.

## Биография
Андрей Стржедзиньский родился в 1823 году в Ломжинской губернии Царства Польского. В 1850 году, по окончании курса в находившемся при Императорской медико-хирургической академии ветеринарном институте (ныне Санкт-Петербургская государственная академия ветеринарной медицины), некоторое время практически работал в его клиниках и в 1851 году был назначен помощником прозектора и преподавателем некоторых второстепенных ветеринарных предметов. 
Защитив в 1855 году диссертацию «О чесоточном клеще» и удостоенный степени магистра ветеринарных наук, А. О. Стржедзиньский был назначен прозектором и с этого времени начал преподавать один из главных предметов ветеринарии — физиологическую и патологическую анатомию домашних животных. В течение своей дальнейшей службы по ветеринарному отделению в ИМХА он читал, кроме того, ещё фармакологию, рецептуру и экстерьер, а в свободное от занятий время несколько раз ездил в разные губернии для борьбы с эпизоотиями. 

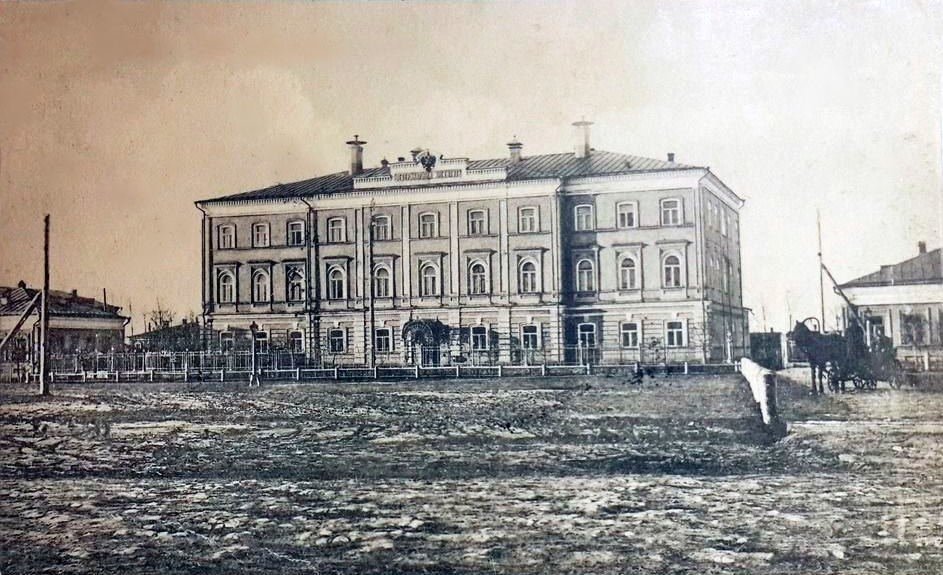
Казанский ветеринарный институт

11 ноября 1867 года Стржедзиньский произведён был в чин статского советника, а 26 декабря 1875 года получил чин действительного статского советника.
С 1866 по 1871 год Андрей Осипович Стржедзиньский летнее время проводил за границей и успел хорошо ознакомиться с анатомическими кабинетами лучших университетских городов Западной Европы. 
В 1874 году Стржедзиньский А. О. был назначен ординарным профессором в Казанский ветеринарный институт, в котором почти исключительно его личным трудом создан был прекрасный анатомический кабинет, обставленный усовершенствованными приборами и лучшими препаратами того времени. Свой главный предмет, анатомию животных, Стржедзиньский читал в институте до 1881 года, когда, по слабости здоровья, вышел в отставку; последний год своей жизни прожил в столице. 
Кроме своей диссертации Стржедзиньский издал следующие труды: «О холере птиц» («Военно-медицинский журнал», 1859), «Анатомия домашних животных и дворовых птиц» (часть І) и «Аппарат движения» (1862). За последнюю работу ему была объявлена благодарность от ИМХА.
За время службы был удостоен орденов Святой Анны 3-й степени (1863), Святого Станислава 2-й степени (1866) и императорской короны к последнему (1871). Также имел медаль «В память войны 1853—1856».
Андрей Осипович Стржедзиньский умер в 1882 году в городе Санкт-Петербурге.
Ученик Стржедзиньского Александр Силыч Измайлов (1833—1901) перевёл и издал учебник и атлас Лейзеринга (1870) и выполнил ряд исследований скелета животных.